# 基因文库
在分子生物学中, 一个基因文库是通过分子克隆的方法存储和繁殖微生物群的DNA片段的集合。 基因文库有很多种，包括部分基因文库（cDNA文库）、基因组文库（由基因组DNA形成），以及随机突变体库（由被替代的核苷酸或密码子结合形成的新的基因合成）。基因文库是当前分子生物学的一个主要研究方向 ，这些文库的用途取决于原始DNA片段的来源。用于文库制备的克隆载体和技术存在差异，但通常每个DNA片段都被独立地插入一个克隆载体，然后将重组DNA分子转化入受体菌群（细菌人工染色体，BAC文库）或酵母内，使得每个生物体平均含有一个构建的表达载体（载体+插入物）。随着培养的种群的数量增长，其中包含的DNA也在被不断复制。

## 术语
术语“文库”可以指生物群（每个生物携带插入克隆载体中的DNA分子），或者指所有克隆的载体分子的集合。

### 部分基因文库
部分基因文库（英語：cDNA library）是以从特定来源（细胞集合，特定组织或整个生物体）纯化的mRNA样品为模板，使用逆转录酶形成的互补DNA与适当的载体连接后转化到受体菌形成的重组菌群。因此，它一定程度上反映了来源细胞在纯化mRNA时的生理环境下活跃转录的基因。
cDNA文库可用于反向遗传学，但它们仅代表给定生物体基因组的非常小（小于1％）的一部分。
cDNA文库的应用包括：
- 发现新基因
- 克隆全长cDNA分子用于体外基因功能研究
- 研究在不同细胞或组织中表达的mRNA
- 研究不同细胞或组织中的选择性剪接

### 基因组文库
把某种生物的基因组的全部遗传信息（DNA）切成适当长度的片段，并分别与载体结合，导入微生物细胞，形成克隆。包含基因组中所有DNA序列的克隆的集合，称为基因组文库（英語：Genomic library）。
基因组文库的应用包括：
- 确定给定生物的完整基因组序列（参见基因组计划）
- 作为通过基因工程产生转基因动物的基因组序列的来源
- 体外调控序列功能的研究
- 癌组织中基因突变的研究

## 构建

### 克隆载体
克隆载体（英語：Cloning vector）是取自病毒，质粒或高等生物的细胞的一小段DNA，可以在生物体中稳定存在，并可以插入外源DNA片段用于克隆目的。因此，载体有易将DNA片段插入载体或从载体中除去的特征，例如通过用切割DNA的限制酶处理载体和外源DNA。由此产生的DNA片段含有平末端或粘性末端，然后通过分子连接将载体DNA和具有相容末端的外源DNA连接在一起。在将DNA片段克隆到克隆载体中后，可以将其进一步亚克隆到另一种用于更具体用途的载体中。
构建基因文库常常使用的载体有λ噬菌体，cosmid载体，质粒和人工染色体（包括酵母人工染色体YAC、细菌人工染色体BAC、P1派生人工染色体PAC等）。
载体最常在细菌细胞中繁殖，但如果使用YAC（酵母人工染色体）作为载体，则可以在酵母细胞中繁殖。载体也可以在病毒中繁殖，但这可能是耗时且繁琐的。但通过使用病毒（通常是噬菌体）实现的高转化效率使得它们可用于包装载体，然后将其导入细菌（或酵母）细胞中。

### 基因组文库的构建
- 载体DNA片段的制备：使用限制性核酸内切酶对载体DNA分子进行剪切，使之成为线状DNA。
- 供体DNA片段的制备：对生物体总DNA分离纯化，并使用机械剪切法或酶切法分离出特定大小的DNA片段。
- 供体与载体DNA的连接：使用DNA连接酶将供体与载体连接成为重组DNA分子。
- 重组DNA分子的转化：将重组DNA分子转化进入受体细胞。
- 筛选与保存[1]

### cDNA文库的构建
- 载体DNA片段的制备
- 多聚RNA的分离与纯化
- 双链cDNA的合成
  - 第一条cDNA链：逆转录法
  - 第二条cDNA链：碱解或酶解法除去RNA分子
- cDNA与载体DNA相连
- 重组cDNA分子的转移[1]